# Frankrikes damlandslag i basket

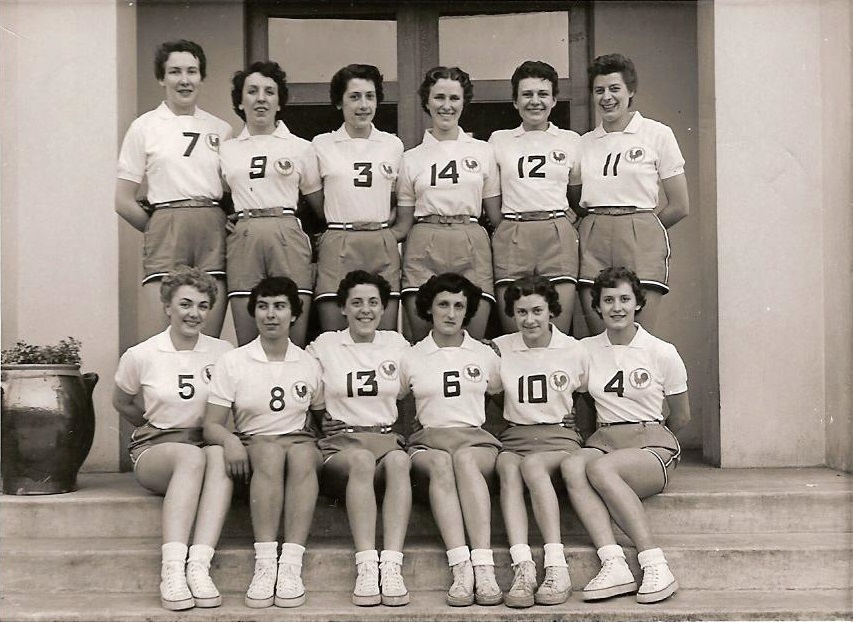
Frankrikes damlandslag 1953.

Frankrikes damlandslag i basket (franska: Équipe de France de basket-ball féminin) representerar Frankrike i basket på damsidan. Laget tog guld i Europamästerskapet 2001 och 2009. samt silver 1970, 1993, 1999 och 2013. och 2015 och 2017. Man tog också brons 2011 Laget tog även brons i världsmästerskapet 1953. samt olympiskt silver 2012.

### Fotnoter
1. ↑  Todor Krastev (19 mars 2001). ”Women Basketball European Championship 2001 France - 14-23.09 Winner France” (på engelska). Sport Statistics. Arkiverad från originalet den 20 september 2015. https://web.archive.org/web/20150920053326/http://todor66.com/basketball/Europe/Women_2001.html. Läst 17 juni 2015.
2. ↑  Todor Krastev (19 mars 2009). ”Women Basketball European Championship 2009 Latvia 07-20.06 - Winner France” (på engelska). Sport Statistics. Arkiverad från originalet den 20 september 2015. https://web.archive.org/web/20150920012925/http://todor66.com/basketball/Europe/Women_2009.html. Läst 17 juni 2015.
3. ↑  Todor Krastev (19 mars 1970). ”Women Basketball European Championship 1970 Rotterdam, Leeuwarden (NED) - 11-19.09 Winner Soviet Union” (på engelska). Sport Statistics. Arkiverad från originalet den 20 september 2015. https://web.archive.org/web/20150920054307/http://todor66.com/basketball/Europe/Women_1970.html. Läst 17 juni 2015.
4. ↑  Todor Krastev (19 mars 1993). ”Women Basketball European Championship 1993 Perugia (ITA) - 08-13.06 Winner Spain” (på engelska). Sport Statistics. Arkiverad från originalet den 20 september 2015. https://web.archive.org/web/20150920054724/http://todor66.com/basketball/Europe/Women_1993.html. Läst 17 juni 2015.
5. ↑  Todor Krastev (19 mars 1999). ”Women Basketball European Championship 1999 Poland - 28.05-06.06 Wiiner Poland” (på engelska). Sport Statistics. Arkiverad från originalet den 5 juli 2011. https://web.archive.org/web/20110705134617/http://todor66.com/basketball/Europe/Women_1999.html. Läst 17 juni 2015.
6. ↑  Todor Krastev (19 mars 2013). ”Women Basketball XXXIV European Championship 2013 France 15-30.06 - Winner Spain” (på engelska). Sport Statistics. Arkiverad från originalet den 19 september 2015. https://web.archive.org/web/20150919083409/http://todor66.com/basketball/Europe/Women_2013.html. Läst 17 juni 2015.
7. ↑  Todor Krastev (19 mars 2011). ”Women Basketball European Championship 2011 Poland 18.06-03.07 - Winner Russia” (på engelska). Sport Statistics. Arkiverad från originalet den 20 september 2015. https://web.archive.org/web/20150920053431/http://todor66.com/basketball/Europe/Women_2011.html. Läst 17 juni 2015.
8. ↑  Todor Krastev (19 mars 1953). ”Women Basketball I World Championship 1953 Santiago (CHI) 07-22.03 Winner United States” (på engelska). Sport Statistics. Arkiverad från originalet den 20 maj 2009. https://www.webcitation.org/5gujTBOnX?url=http://todor66.com/basketball/World/Women_1953.html. Läst 17 juni 2015.
9. ↑  Todor Krastev (19 mars 2012). ”Women Basketball Olympic Games 2012 London (GBR) 28.07-11.08 - Winner United States” (på engelska). Sport Statistics. Arkiverad från originalet den 27 september 2015. https://web.archive.org/web/20150927073955/http://www.todor66.com/basketball/Olympic/Women_2012.html. Läst 17 juni 2015.